# País dels Battak

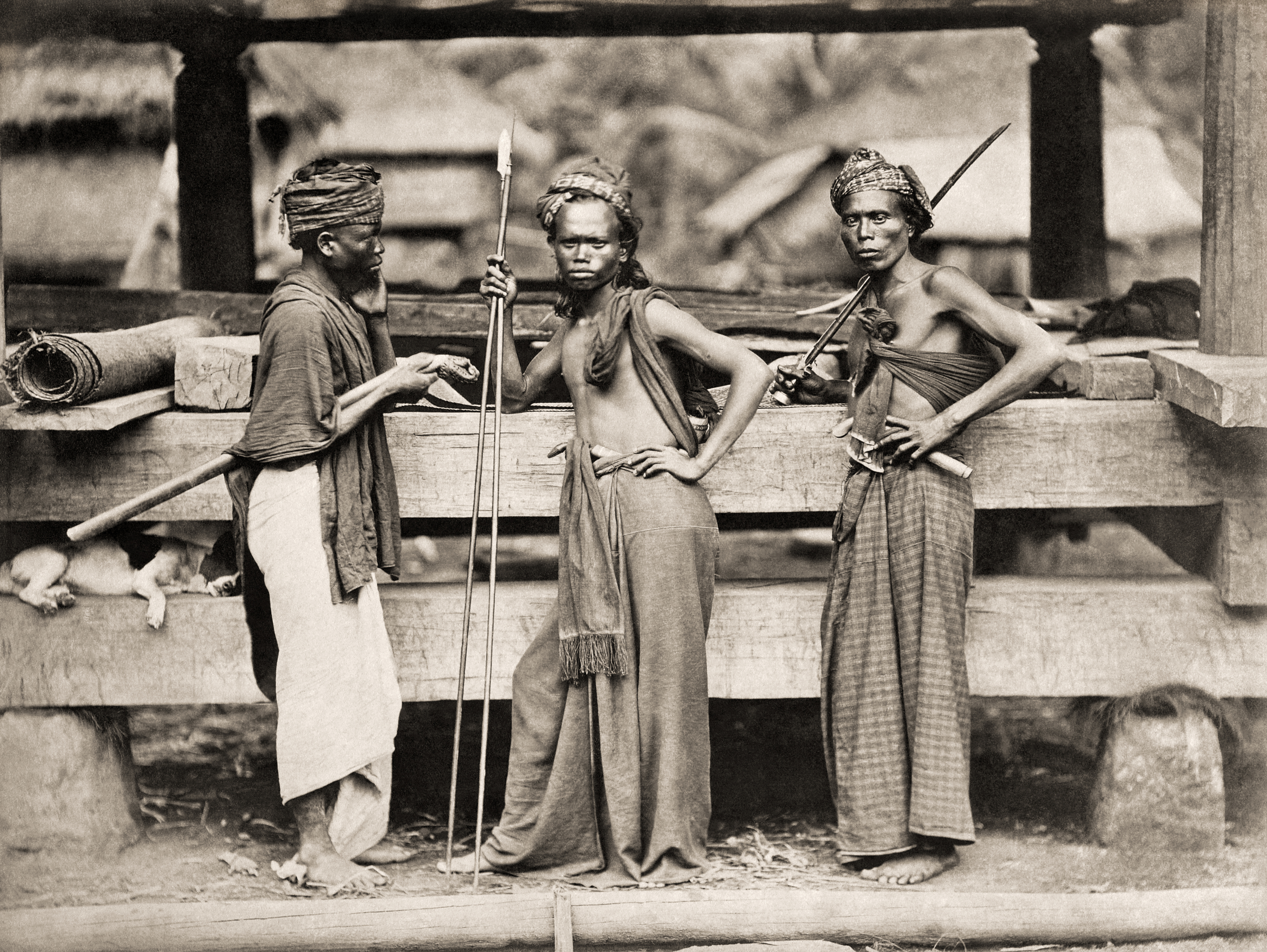
Tres guerrers Battak a l'illa de Sumatra, pels voltants de la dècada del 1870.

El nom de Battak fa referència a una ètnia d'Indonèsia de més de 4 milions de persones que viuen a la província de Sumatra del Nord. Els batak es divideixen en sis grups que comparteixen trets culturals i lingüístics comuns. En particular, aquests grups es consideren descendents dels mateixos avantpassats.
El país dels Battak o Battes fou una regió de les Índies Orientals Holandeses, situada entre el Govern de la Costa Occidental i el govern d'Atjeh. El territori no fou efectivament dominat pels holandesos fins al segle xx i estava format per:
- Tres principats gajo situats a la part nord, cadascun governat per un kejuruan o príncep
  - Bukit a l'extrem nord
  - Lingga al sud de l'anterior
  - Patinbang al sud de Lingga
- I el territori tribal del Battak Karos, al sud de Patinbang a l'entorn del llac Toba, format per deu estats tribals:
  - Orang Karo, al nord
  - Orang Timur, al nord-est
  - Orang Raja, al nord-est (al sud dels anteriors)
  - Si Gaul, a l'est
  - Uluan, al sud-est
  - Orang Gunung, al nord-oest
  - Orang Pak Pak, a l'oest
  - Toba Nasé, a l'oest (al sud dels anteriors)
  - Passar Ribu, a l'oest (al sud dels anteriors)
  - Regne de Bakkara, al sud-oest.

El 1907 els territoris gajo i els seus veïns foren dominats pels holandesos i agregats com a subdivisió al govern d'Atjeh. La resta va formar el País dels Batak o Terres dels Batak (escrit també Battak).
Aquesta divisió també correspon a una diferenciació lingüística.

## La societat batak
Es divideix en marga o "clans", en els quals els membres descendeixen d'un avantpassat comú. El Batak practiquen l'exogàmia clànica, és a dir, que no poden casar-se amb un membre de la seva marga. A través del matrimoni, la dona entra al clan del marit. En una parella, el clan de la dona passa a ser anomenat boru.

## Religió
El culte shivaita de Bhairava sembla haver estat practicada des del segle x al XIV. Al llarg del segle xx la major part dels batak han esdevingut protestants, convertits sota la influència de la colonització holandesa de l'arxipèlag indonesi, però una minoria important (al voltant d'un de cada tres batak) és musulmana, bàsicament els mandailing i una part dels karo. Tano Batak, país batak, cobreix aproximadament 50 000 km² als voltants del llac Toba al nord de la província indonèsia de Sumatra.

## Història
Barus, a la costa oest de Sumatra, és el port conegut més antic de l'arxipèlag indonesi. S'hi observa sobretot l'empremta de la presència d'un bisbat cristià nestorià del segle vii i de la lliga de comerciants del Tamil del segle xi. Aquest port exportava càmfora (kapur barus en malai) i benjuí, que probablement va arribar des de l'interior, és a dir de l'actual país batak.
A la regència de Padang Lawas al sud del país batak, hi ha restes dels temples on es va observar el culte shivaita Bhairava, que va ser datat en el període comprès entre el segle x al XIV.
La Guerra dels Padri al país minangkabau (província de Sumatra Occidental) la islamització del país batak sud, donà lloc al país mandailing.
El 1847, el viatger alemany F. Junghuhn va escriure que el Llac Toba era una faula. El missioner neerlandès Neubronner Herman van der Tuuk (1824-1894) va arribar al Llac Toba el 1853.
Malgrat la seva força, els batak van passar definitivament a estar sota control holandès el 1912 amb la mort del seu últim rei, Si Singamangaraja XII ("el gran rei lleó") en una escaramussa amb les tropes colonials.

## Població
Els toba batak viuen a l'illa de Samosir i pels voltants. Adoptant el sistema patrilineal, l'antiga comunitat de Batak practicava l'animisme. Alguns dels objectes d'interès turístic a observar són els antics bols en els quals s'emmagatzemaven les cendres dels cadàvers, sarcòfags (taüt de pedra) esculpits en les cases tradicional. Al voltant de 10 o més caps de família viuen en llargues cases batak sostingudes per una forta arquitectura de fusta i protegides per les fulles dels cocoters donant la impressió d'una cadira de muntar. Encara que l'estructura de la casa està unida per cadenes i clavilles de fusta sense l'ús de claus, poden durar fins a diversos segles. Ben conegut per les seves habilitats musicals, la gent de batak està orgullosa de les teles ulos, un valor molt important en la seva tradició que es fa servir en les cerimònies tradicionals.

## Llengua i cultura
Els batak parlen llengües (llengües batak, que formen un grup dins la branca de les llengües sumatra del nord-oest-Illes Barrier de la branca malaio-polinèsia de les llengües austronèsies. Aquestes llengües, de les quals totes menys una es corresponen amb els diferents grups de batak, es divideixen en tres subgrups:

### Nord (3 llengües)
- dairi
- karo
- alas-kluet, els Alas i els Kluet, que viuen a la província veïna d'Aceh, però que no es consideren com a batak
- simalungun, que compren només una llengua, parlada per moltes persones Simalungun, a més d'Indonèsia.

### Sud (3 llengües)
- angkola
- toba
- mandailing